# Тварини Харківської області, занесені до Червоної книги України
Список тварин Харківської області, занесених до Червоної книги України.

## Статистика
До списку входить 141; видів тварин, з них:
- Кишковопорожнинних — 0;
- Круглих червів — 0;
- Кільчастих червів 4;
- Членистоногих — 79;
- Молюсків — 0;
- Хордових — 58.

Серед них за природоохоронним статусом: 
- Вразливих — 55;
- Рідкісних — 41;
- Недостатньо відомих  — 2;
- Неоцінених — 9;
- Зникаючих — 34;
- Зниклих у природі — 0;
- Зниклих — 0.

## Список видів
| № п/п | Українська назва виду                               | Латинська назва виду           | Природоохоронний статус | Тип             |
| ----- | --------------------------------------------------- | ------------------------------ | ----------------------- | --------------- |
| 1     | Абія блискуча                                       | Abia nitens                    | Рідкісний               | Членистоногі    |
| 2     | Аноплій самарський                                  | Anoplius samariensis           | Рідкісний               | Членистоногі    |
| 3     | Аполлон                                             | Parnassius apollo              | Зникаючий               | Членистоногі    |
| 4     | Бистрянка російська                                 | Alburnoides rossicus           | Зникаючий               | Хордові         |
| 5     | Бражник дубовий                                     | Marumba quercus                | Рідкісний               | Членистоногі    |
| 6     | Бражник мертва голова                               | Acherontia atropos             | Рідкісний               | Членистоногі    |
| 7     | Бражник прозерпіна                                  | Proserpinus proserpina         | Рідкісний               | Членистоногі    |
| 8     | Бражник скабіозовий                                 | Hemaris tityus                 | Рідкісний               | Членистоногі    |
| 9     | Бранхінекта східна                                  | Branchinecta orientalis        | Зникаючий               | Членистоногі    |
| 10    | Ведмедиця велика                                    | Pericallia matronula           | Вразливий               | Членистоногі    |
| 11    | Ведмедиця-господиня                                 | Callimorpha dominula           | Вразливий               | Членистоногі    |
| 12    | Вечірниця велетенська                               | Nyctalus lasiopterus           | Зникаючий               | Хордові         |
| 13    | Вечірниця мала                                      | Nyctalus leisleri              | Рідкісний               | Хордові         |
| 14    | Вечірниця руда                                      | Nyctalus noctula               | Вразливий               | Хордові         |
| 15    | Видра річкова                                       | Lutra lutra                    | Неоцінений              | Хордові         |
| 16    | Вирезуб причорноморський                            | Rutilus frisii                 | Зникаючий               | Хордові         |
| 17    | Вусач великий дубовий                               | Cerambyx cerdo                 | Вразливий               | Членистоногі    |
| 18    | Вусач земляний хрестоносець (коренеїд хрестоносець) | Dorcadion equestre             | Вразливий               | Членистоногі    |
| 19    | Вусач мускусний                                     | Aromia moschata                | Вразливий               | Членистоногі    |
| 20    | Вусач-червонокрил Келлера                           | Purpuricenus kaehleri          | Вразливий               | Членистоногі    |
| 21    | Вухань звичайний                                    | Plecotus auritus               | Вразливий               | Хордові         |
| 22    | Гадюка Нікольського, гадюка лісостепова             | Vipera nikolskii               | Рідкісний               | Хордові         |
| 23    | Гадюка степова                                      | Vipera renardi                 | Вразливий               | Хордові         |
| 24    | Гоголь                                              | Bucephala clangula             | Рідкісний               | Хордові         |
| 25    | Гольян озерний                                      | Eupallasella percnurus         | Зникаючий               | Хордові         |
| 26    | Гоплітіс рудий                                      | Hoplitis fulva                 | Рідкісний               | Членистоногі    |
| 27    | Горностай                                           | Mustela erminea                | Неоцінений              | Хордові         |
| 28    | Дазипода шипоносна (мохнонога бджола шипоносна)     | Dasypoda spinigera             | Рідкісний               | Членистоногі    |
| 29    | Джміль вірменський                                  | Bombus armeniacus              | Зникаючий               | Членистоногі    |
| 30    | Джміль глинистий                                    | Bombus argillaceus             | Вразливий               | Членистоногі    |
| 31    | Джміль лезус                                        | Bombus laesus                  | Вразливий               | Членистоногі    |
| 32    | Джміль моховий                                      | Bombus muscorum                | Рідкісний               | Членистоногі    |
| 33    | Джміль оперезаний                                   | Bombus zonatus                 | Рідкісний               | Членистоногі    |
| 34    | Джміль пахучий                                      | Bombus fragrans                | Зникаючий               | Членистоногі    |
| 35    | Джміль червонуватий                                 | Bombus ruderatus               | Рідкісний               | Членистоногі    |
| 36    | Джміль яскравий                                     | Bombus pomorum                 | Вразливий               | Членистоногі    |
| 37    | Дисцелія зональна                                   | Discoelius zonalis             | Рідкісний               | Членистоногі    |
| 38    | Дозорець-імператор                                  | Anax imperator                 | Вразливий               | Членистоногі    |
| 39    | Дрепанозурус дволикий                               | Drepanosurus birostratus       | Вразливий               | Членистоногі    |
| 40    | Евмен трикрапковий                                  | Eumenes tripunctatus           | Вразливий               | Членистоногі    |
| 41    | Ейзенія гордєєва                                    | Eisenia gordejeffi             | Вразливий               | Кільчасті черви |
| 42    | Ендроміс березовий                                  | Endromis versicolora           | Вразливий               | Членистоногі    |
| 43    | Жовтюх торфовищний                                  | Colias palaeno                 | Зникаючий               | Членистоногі    |
| 44    | Жук-олень, рогач звичайний                          | Lucanus cervus                 | Рідкісний               | Членистоногі    |
| 45    | Жук-самітник                                        | Osmoderma barnabita            | Вразливий               | Членистоногі    |
| 46    | Журавель сірий                                      | Grus grus                      | Рідкісний               | Хордові         |
| 47    | Зегрис Евфема                                       | Zegris eupheme                 | Зникаючий               | Членистоногі    |
| 48    | Зубарик чорнолапий                                  | Merodon nigritarsis            | Рідкісний               | Членистоногі    |
| 49    | Йорж носар                                          | Gymnocephalus acerinus         | Зникаючий               | Хордові         |
| 50    | Кажан пізній                                        | Eptesicus serotinus            | Вразливий               | Хордові         |
| 51    | Канюк степовий                                      | Buteo rufinus                  | Рідкісний               | Хордові         |
| 52    | Каптурниця срібляста                                | Cucullia argentina             | Рідкісний               | Членистоногі    |
| 53    | Каптурниця срібна                                   | Cucullia argentea              | Рідкісний               | Членистоногі    |
| 54    | Клімена                                             | Esperarge climene              | Вразливий               | Членистоногі    |
| 55    | Коловодник ставковий (поручайник)                   | Tringa stagnatilis             | Зникаючий               | Хордові         |
| 56    | Коник-товстун степовий                              | Callimenus multituberculatus   | Зникаючий               | Членистоногі    |
| 57    | Кошеніль польська                                   | Porphyropha polonica           | Недостатньо відомий     | Членистоногі    |
| 58    | Красик веселий (Пістрянка весела)                   | Zygaena laeta                  | Зникаючий               | Членистоногі    |
| 59    | Красотіл пахучий                                    | Calosoma sycophanta            | Вразливий               | Членистоногі    |
| 60    | Ксилокопа звичайна (бджола-тесляр звичайна)         | Xylocopa valga                 | Рідкісний               | Членистоногі    |
| 61    | Ксилокопа фіолетова (бджола-тесляр фіолетова)       | Xylocopa violacea              | Рідкісний               | Членистоногі    |
| 62    | Кулик-довгоніг (ходуличник)                         | Himantopus himantopus          | Вразливий               | Хордові         |
| 63    | Кутора мала                                         | Neomys anomalus                | Рідкісний               | Хордові         |
| 64    | Лилик двоколірний                                   | Vespertilio murinus            | Вразливий               | Хордові         |
| 65    | Люцина                                              | Hamearis lucina                | Вразливий               | Членистоногі    |
| 66    | Мантіспа штирійська                                 | Mantispa styriaca              | Рідкісний               | Членистоногі    |
| 67    | Махаон                                              | Papilio machaon                | Вразливий               | Членистоногі    |
| 68    | Мелітта Ванковича                                   | Melitta wankowiczi             | Зникаючий               | Членистоногі    |
| 69    | Мелітурга булавовуса                                | Melitturga clavicornis         | Вразливий               | Членистоногі    |
| 70    | Минь річковий                                       | Lota lota                      | Вразливий               | Хордові         |
| 71    | Мишівка степова                                     | Sicista subtilis               | Зникаючий               | Хордові         |
| 72    | Мишівка темна                                       | Sicista severtzovi             | Вразливий               | Хордові         |
| 73    | Мишівка Штранда                                     | Sicista strandi                | Вразливий               | Хордові         |
| 74    | Мідянка звичайна                                    | Coronella austriaca            | Вразливий               | Хордові         |
| 75    | Мінога українська                                   | Eudontomyzon mariae            | Зникаючий               | Хордові         |
| 76    | Мнемозина                                           | Parnassius mnemosyne           | Вразливий               | Членистоногі    |
| 77    | Могильник                                           | Aquila heliaca                 | Рідкісний               | Хордові         |
| 78    | Мухоловка звичайна                                  | Scutigera coleoptrata          | Рідкісний               | Членистоногі    |
| 79    | Нетопир звичайний                                   | Pipistrellus pipistrellus      | Вразливий               | Хордові         |
| 80    | Нетопир Натузіуса                                   | Pipistrellus nathusii          | Неоцінений              | Хордові         |
| 81    | Нетопир середземноморський                          | Pipistrellus kuhlii            | Вразливий               | Хордові         |
| 82    | Нетопир-карлик                                      | Pipistrellus pygmaeus          | Неоцінений              | Хордові         |
| 83    | Нічниця Брандта                                     | Myotis brandtii                | Рідкісний               | Хордові         |
| 84    | Нічниця водяна                                      | Myotis daubentonii             | Вразливий               | Хордові         |
| 85    | Нічниця вусата                                      | Myotis mystacinus              | Вразливий               | Хордові         |
| 86    | Нічниця Наттерера                                   | Myotis nattereri               | Вразливий               | Хордові         |
| 87    | Нічниця ставкова                                    | Myotis dasycneme               | Зникаючий               | Хордові         |
| 88    | Норка європейська                                   | Mustela lutreola               | Зникаючий               | Хордові         |
| 89    | Орел-карлик                                         | Hieraaetus pennatus            | Рідкісний               | Хордові         |
| 90    | Орлан-білохвіст                                     | Haliaeetus albicilla           | Рідкісний               | Хордові         |
| 91    | Осетер російський                                   | Acipenser gueldenstaedtii      | Вразливий               | Хордові         |
| 92    | Пелекоцера широколоба                               | Pelecocera latifrons           | Рідкісний               | Членистоногі    |
| 93    | Пилкохвіст український                              | Poecilimon ukrainicus          | Вразливий               | Членистоногі    |
| 94    | Підорлик малий                                      | Aquila pomarina                | Рідкісний               | Хордові         |
| 95    | Підуст волзький                                     | Chondrostoma variabile         | Вразливий               | Хордові         |
| 96    | Подалірій                                           | Iphiclides podalirius          | Вразливий               | Членистоногі    |
| 97    | Поліксена                                           | Zerynthia polyxena             | Вразливий               | Членистоногі    |
| 98    | Полоз візерунковий                                  | Elaphe dione                   | Зникаючий               | Хордові         |
| 99    | Псарус черевастий                                   | Psarus abdominalis             | Зникаючий               | Членистоногі    |
| 100   | Псевдотрохета п'ятикільчаста                        | Fadejewobdella quinqueannulata | Вразливий               | Кільчасті черви |
| 101   | П'явка аптечна                                      | Hirudo verbana                 | Вразливий               | Кільчасті черви |
| 102   | П'явка медична                                      | Hirudo medicinalis             | Вразливий               | Кільчасті черви |
| 103   | Райдужниця велика                                   | Apatura iris                   | Вразливий               | Членистоногі    |
| 104   | Савка                                               | Oxyura leucocephala            | Зникаючий               | Хордові         |
| 105   | Сатир залізний                                      | Hipparchia statilinus          | Рідкісний               | Членистоногі    |
| 106   | Сатурнія велика                                     | Saturnia pyri                  | Вразливий               | Членистоногі    |
| 107   | Сатурнія мала                                       | Eudia pavonia                  | Рідкісний               | Членистоногі    |
| 108   | Сатурнія руда                                       | Aglia tau                      | Вразливий               | Членистоногі    |
| 109   | Сатурнія середня                                    | Eudia spini                    | Зникаючий               | Членистоногі    |
| 110   | Сиворакша                                           | Coracias garrulus              | Зникаючий               | Хордові         |
| 111   | Синявець Буадюваля (синявець ероїдес)               | Polyommatus boisduvalii        | Зникаючий               | Членистоногі    |
| 112   | Синявець піренейський                               | Agriades pyrenaicus            | Вразливий               | Членистоногі    |
| 113   | Синявець римнус                                     | Neolycaena rhymnus             | Неоцінений              | Членистоногі    |
| 114   | Сколія-гігант                                       | Megascolia maculata            | Неоцінений              | Членистоногі    |
| 115   | Скопа                                               | Pandion haliaetus              | Зникаючий               | Хордові         |
| 116   | Сліпачок звичайний                                  | Ellobius talpinus              | Зникаючий               | Хордові         |
| 117   | Сова болотяна                                       | Asio flammeus                  | Рідкісний               | Хордові         |
| 118   | Совка розкішна                                      | Staurophora celsia             | Рідкісний               | Членистоногі    |
| 119   | Совка сокиркова                                     | Periphanes delphinii           | Вразливий               | Членистоногі    |
| 120   | Сонцевик фау-біле                                   | Nymphalis vaualbum             | Неоцінений              | Членистоногі    |
| 121   | Стафілін волохатий                                  | Emus hirtus                    | Рідкісний               | Членистоногі    |
| 122   | Стеліс кільчастий                                   | Stelis annulata                | Рідкісний               | Членистоногі    |
| 123   | Стерлядь прісноводна                                | Acipenser ruthenus             | Зникаючий               | Хордові         |
| 124   | Стрічкарка блакитна                                 | Catocala fraxini               | Вразливий               | Членистоногі    |
| 125   | Стрічкарка орденська малинова                       | Catocala sponsa                | Рідкісний               | Членистоногі    |
| 126   | Стрічкарка тополева                                 | Limenitis populi               | Вразливий               | Членистоногі    |
| 127   | Строкатка степова                                   | Lagurus lagurus                | Зникаючий               | Хордові         |
| 128   | Сфекс рудуватий                                     | Sphex funerarius               | Неоцінений              | Членистоногі    |
| 129   | Танімастикс ставковий                               | Tanymastix stagnalis           | Вразливий               | Членистоногі    |
| 130   | Тріскачка ширококрила                               | Bryodemella tuberculata        | Зникаючий               | Членистоногі    |
| 131   | Турун Щеглова                                       | Carabus stscheglowi            | Рідкісний               | Членистоногі    |
| 132   | Тушканчик великий                                   | Allactaga jaculus              | Рідкісний               | Хордові         |
| 133   | Тхір лісовий                                        | Mustela putorius               | Неоцінений              | Хордові         |
| 134   | Тхір степовий                                       | Mustela eversmanni             | Зникаючий               | Хордові         |
| 135   | Ховрах крапчастий                                   | Spermophilus suslicus          | Зникаючий               | Хордові         |
| 136   | Хом'ячок сірий                                      | Cricetulus migratorius         | Недостатньо відомий     | Хордові         |
| 137   | Хохуля руська                                       | Desmana moschata               | Зникаючий               | Хордові         |
| 138   | Цератофій багаторогий                               | Ceratophyus polyceros          | Вразливий               | Членистоногі    |
| 139   | Шовкопряд кульбабовий                               | Lemonia taraxaci               | Вразливий               | Членистоногі    |
| 140   | Щипавка сибірська                                   | Cobitis melanoleuca            | Вразливий               | Хордові         |
| 141   | Ялець Данилевського                                 | Leuciscus danilewskii          | Зникаючий               | Хордові         |